# Чемпионат Латвии по футболу среди женщин 2012
Же́нский чемпиона́т Ла́твии по футбо́лу 2012 го́да (латыш. 2012. gada Latvijas Sieviešu čempionāts futbolā) — был 9-м розыгрышем чемпионата Латвии по футболу среди женщин, который проходил с 1 мая по 25 ноября 2012 года.

## Турнирная таблица
| М | Команда                  | И  | В  | Н | П  | Мячи    | ±   | О  | Примечания               |
| - | ------------------------ | -- | -- | - | -- | ------- | --- | -- | ------------------------ |
| 1 | Металлург                | 16 | 14 | 0 | 2  | 73 − 14 | +59 | 42 | Кв. раунд Лиги чемпионов |
| 2 | Рижская футбольная школа | 16 | 13 | 1 | 2  | 63 − 14 | +49 | 40 |                          |
| 3 | Виесите/Плявиняс/Тукумс  | 16 | 6  | 1 | 9  | 25 − 35 | −10 | 19 |                          |
| 4 | Сконто/Цериба            | 16 | 4  | 2 | 10 | 27 − 65 | −38 | 14 |                          |
| 5 | Иманта/Олайне            | 16 | 1  | 0 | 15 | 28 − 88 | −60 | 3  |                          |

И — игры, В — выигрыши, Н — ничьи, П — проигрыши, Мячи — забитые и пропущенные голы, ± — разница голов, О — очки

## Результаты матчей

### Первая половина сезона
| Команда                  | ВПТ  | ИМО | МЕТ  | РФШ | СКО |
| ------------------------ | ---- | --- | ---- | --- | --- |
| Виесите/Плявиняс/Тукумс  |      | 2:0 | 0:3  | 0:5 | 2:3 |
| Иманта/Олайне            | 0:2  |     | 1:12 | 3:7 | 3:5 |
| Металлург                | 4:0  | 3:1 |      | 3:1 | 5:3 |
| Рижская футбольная школа | 3:01 | 9:1 | 1:0  |     | 2:0 |
| Сконто/Цериба            | 2:2  | 4:3 | 0:4  | 0:5 |     |

### Вторая половина сезона
| Команда                  | ВПТ  | ИМО  | МЕТ  | РФШ  | СКО  |
| ------------------------ | ---- | ---- | ---- | ---- | ---- |
| Виесите/Плявиняс/Тукумс  |      | 5:1  | 1:4  | 0:33 | 2:0  |
| Иманта/Олайне            | 1:5  |      | 0:9  | 1:9  | 8:3  |
| Металлург                | 3:05 | 3:04 |      | 3:5  | 3:06 |
| Рижская футбольная школа | 3:0  | 3:02 | 1:3  |      | 0:0  |
| Сконто/Цериба            | 0:4  | 7:5  | 0:11 | 0:6  |      |

### Пояснения к таблицам
победа хозяев
 ничья
 победа гостей

## Лучшие бомбардиры
| # | Футболист       | Команда                  | Голы |
| - | --------------- | ------------------------ | ---- |
| 1 | Синтия Грейере  | Металлург                | 25   |
| 2 | Рената Федотова | Рижская футбольная школа | 22   |
| 3 | Кристина Гиржда | Рижская футбольная школа | 18   |
| 4 | Гуна Аболиня    | Металлург                | 15   |
| 5 | Анна Левенцова  | Сконто/Цериба            | 10   |
| 6 | Лаура Страутиня | Виесите/Плявиняс/Тукумс  | 8    |

## Символическая сборная
По завершении сезона Департамент развития ЛФФ выявил 18 лучших футболисток чемпионата, которые вошли в состав символической сборной. Игроки выбирались в каждой из позиций, и в итоге 11 футболисток сформировали основной состав, а оставшиеся 7 стали резервистками символической сборной.
Вратари
- Мария Ибрагимова («Рижская футбольная школа»)
- Кристина Рижко («Металлург»)

Защитники
- Анна Пропошина («Металлург»)
- Элиза Спрунтуле («Рижская футбольная школа»)
- Джульета Тамсоне («Металлург»)
- Анастасия Рочане («Рижская футбольная школа»)
- Кристина Петрыкина («Сконто/Цериба»)
- Карина Лусе («Рижская футбольная школа»)

Полузащитники
- Кристина Гиржда («Рижская футбольная школа»)
- Ольга Матиса («Сконто/Цериба»)
- Гуна Аболиня («Металлург»)
- Ангелина Игнатьева («Сконто/Цериба»)
- Ребека Тиле («Металлург»)

Нападающие
- Рената Федотова («Рижская футбольная школа»)
- Синтия Грейере («Металлург»)
- Лаура Страутиня («Виесите/Плявиняс/Тукумс»)
- Лаура Белявска («Рижская футбольная школа»)
- Карина Гирне («Рижская футбольная школа»)